# 長谷川岳
長谷川 岳（はせがわ がく、1971年2月16日 - ）は、日本の政治家、起業家。自由民主党所属の参議院議員（3期）、自由民主党政務調査会会長代理、同参議院政策審議会長代理。
総務副大臣（第4次安倍第2次改造内閣）、総務大臣政務官（第2次安倍改造内閣・第3次安倍内閣）、参議院農林水産委員長、同財政金融委員長、同地方創生及びデジタル社会の形成等に関する特別委員長、自由民主党政務調査会副会長、同法務部会長、同水産部会長、同副幹事長、同北海道総合振興特別委員会幹事長、同水産総合調査会副会長、同参議院国会対策委員会副委員長などを歴任。
YOSAKOIソーラン祭り創始者で、YOSAKOIソーラン祭り組織委員会専務理事や株式会社yosanet取締役を務めた。

## 略歴

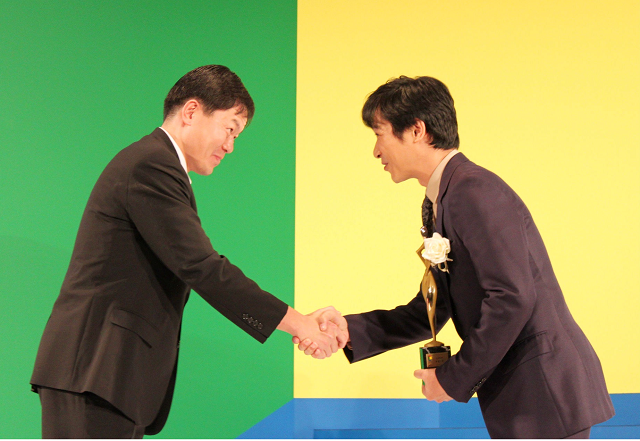
2014年、東京ドラマアウォード授賞式にて堺雅人と

愛知県春日井市に生まれる。父親は社会保険労務士、行政書士。1989年（平成元年）愛知県立千種高等学校卒業、1990年（平成2年）北海道大学経済学部経営学科入学。
大学2年で母親ががんを患い、兄が医師として勤める高知県の病院へ入院した。看病に訪れてよさこい祭りの躍動感に感動し、「こうした光景を北海道でも見られたら」と、1991年（平成3年）12月に学生仲間を募り5名で「YOSAKOIソーラン祭り実行委員会」を発足した。高知県の「よさこい祭り」と北海道の「ソーラン節」を融合させた「YOSAKOIソーラン祭り」を企画し、道内16の大学と短大の学生実行委員150名とともに1992年（平成4年）6月に第1回を開催した。
1994年（平成6年）に北大を卒業する。祭りの運営を現役学生に委ねて地元の物産会社に就職する。第3回で参加チームが1チーム減少すると会社を退職し、第5回と第6回は企業や自治体と協賛で「YOSAKOIソーラン祭り普及振興会」を組織する。「YOSAKOIソーラン学生実行委員会」から運営主体を移行して事務局長、理事総括プロデューサーとして運営を強化する。
1998年（平成10年）3月に、　「YOSAKOIソーラン祭り普及振興会」を「YOSAKOIソーラン祭り組織委員会」へ改組して改称して専務理事となる。
2001年（平成13年）5月、YOSAKOIソーランに関するeコマース、踊りに関する教材コンテンツの開発・提供など、祭りをサポートする「株式会社yosanet」を設立し、取締役を兼務。（ともに2007年〈平成19年〉12月、下述の衆院選出馬を受け、退任。「yosanet」は後述の”ロゴ問題”での組織委員会との確執、決裂を受け、解散となった。）
札幌を代表するイベントを一から作り上げた功績が評価され、「日本イベント大賞新テーマ賞」「サントリー地域文化賞」「日本生活文化大賞 生活文化賞」などを受賞。
被選挙権を得た1996年（平成8年）に、第41回衆議院議員総選挙に北海道1区から無所属で立候補したが、民主党の横路孝弘に敗れ、落選。2008年（平成20年）1月、自由民主党北海道連により北海道1区の自民党公認候補として推薦を受け、同年7月正式に公認候補予定者に決定した。2009年（平成21年）8月30日、第45回衆議院議員総選挙に自民党公認で立候補するも、再び横路に敗れ、落選。
2010年（平成22年）7月11日、第22回参議院議員通常選挙に自民党公認で北海道選挙区から立候補し、初当選。

2014年9月、総務大臣政務官に就任。2015年10月23日、自民党水産部会長に就任。2016年（平成28年）7月10日、第24回参議院議員通常選挙にて再選。2018年10月、自民党法務部会長に就任。2019年9月、 第4次安倍第2次改造内閣で総務副大臣に就任。2022年（令和4年）7月10日、第26回参議院議員通常選挙で3選。2024年（令和6年）5月29日、自治体職員らへの威圧的な言動の責任を取り、参議院地方創生及びデジタル社会の形成等に関する特別委員長を辞任する意向を表明した。
2025年（令和7年）1月31日、自由民主党政務調査会長代理に就任。

## 人物

### 統一教会との関係
- 2011年5月13日、自身のブログに「ワシントン・タイムズ紙の広告に私の名前が掲載されました。」という内容の記事を投稿した[22][23]。ワシントン・タイムズの広告を手にした長谷川の写真も投稿された[22][23]。
  - ワシントン・タイムズは、アメリカ合衆国のワシントンD.C.で発行されている世界平和統一家庭連合（旧統一教会）系の日刊紙である[24]。1982年5月17日に統一教会の創始者の文鮮明じきじきの命令によって、共和党議員を支援する政治的目的のために創刊され、2010年までは文鮮明が設立した国際メディア複合企業であるニューズ・ワールド・コミュニケーションズが所有していた[25][26][27][28]。

- 2011年9月5日、自身のブログに「国会事務所には、毎月、各界、様々な分野から多くの資料や専門誌等が届きます。そのうちの一つに『月刊ビューポイント』という雑誌があります。『３・１１後の日本』と大きな見出しの付いた９月号に目を通すと、戸塚ヨットスクールの戸塚宏校長のインタビュー記事が掲載されていました。」という内容の記事を投稿した[29][30]。
  - 月刊ビューポイントは、世界日報が発行している雑誌である[31]。世界日報は、統一教会の創始者である文鮮明の指示により、統一教会と国際勝共連合が出資して創設した[32][33]。

### 戸塚ヨットスクールとの関係
父親が戸塚ヨットスクールの支援者だったことから、小学5年生の時に兄とともに戸塚ヨットスクールに入学している。
戸塚ヨットスクールの校長の戸塚宏が逮捕、起訴された後は、当時中学生だった長谷川も裁判の傍聴をした。
長谷川は前述の月刊ビューポイントに掲載された、東日本大震災について語る戸塚宏のインタビュー記事を自身のブログに引用した上で、「戸塚校長は、このインタビューの冒頭で、『今回の大震災でよく分かったことは「己の身を守れ」ということだ』と述べていますが、私が期間入校の時に身をもって学んだことが、まさにこの『己の身は己で守れ』ということでした。小学生の夏に、しっかりと身体に刻み込んだこの感覚を、今、国会議員の立場となっても胸に留め置き、日々全力を投じて参りたいと思います。」と述べた。
「しっかりと身体に刻み込んだ」とあるが、戸塚ヨットスクール事件では戸塚宏やコーチが、訓練生に対して日常的に体罰や暴力を振るっていたことが明らかになっている。1979年から1982年にかけて、暴行を受けて訓練を強要された13歳の少年が死亡したり、21歳の青年がコーチらから暴行を受け死亡したり、体罰から逃れるために2人の少年が海に飛び込んで行方不明となったり、暴行を受け何度も海に転落させられた13歳の少年が死亡するなどの事件が発生していた。（詳細は「戸塚ヨットスクール事件」を参照）
1971年2月生まれの長谷川は戸塚ヨットスクール事件の真っ最中に入学したことになるが、ブログでは戸塚ヨットスクール事件の被害者達については全く触れられていなかった。
戸塚宏が懲役6年の実刑判決を受け、2006年に静岡刑務所を満期出所してスクールの現場に復帰してから、長谷川のブログが投稿されるまでの間に、25歳の訓練生の男性がスクール近くの沖合で水死体となって発見される事件や、戸塚ヨットスクールの寮の3階から18歳の訓練生の女性が飛び降りて死亡する事件や、30代の訓練生の男性がスクール内の寮から転落し重傷を負う事件などが発生していたが、被害者達については全く触れられていなかった。
また、長谷川は2009年衆院選で道1区の公認候補となる直前に財界さっぽろのインタビューを受け、戸塚宏や戸塚ヨットスクールの入学について「人間は本当の危険にぶつからないと、本能的な危機管理の力は育たないと思う。いろんな批判は受けても、私は筋の通った意見だと思います」と語っていた。前述の、18歳の訓練生の女性が戸塚ヨットスクールの寮の3階から飛び降りて死亡する事件が発生したのは、2009年衆院選の2ヶ月後のことだった。

## 騒動・不祥事

### YOSAKOIソーラン祭りのロゴを巡って
YOSAKOIソーラン祭りのロゴに関して、1997年に書家・渾彩秀がデザインしたロゴの商標権を長谷川が持っており、無償で貸与してきたが、2010年1月、公職選挙法が禁止する寄付行為に抵触することが指摘された。長谷川は有償での貸与契約締結を提案したが、これに対して組織委側は「ロゴは公共財として管理されるべきもの。個人の私有財であってはならない」との理由で権利譲渡を求め、長谷川サイドに譲渡金として600万円を提示。しかし、長谷川側が「譲渡するにしてもこの金額では適正価格とはいえず、やはり寄付とみなされて公選法に抵触する可能性があるため有償貸与にしたい」と回答し、交渉は決裂した。結果としてYOSAKOIソーラン祭りへの無償貸与が中止され、2010年の開催では1996年まで使用してきた旧ロゴが採用された。尚、2011年以降は一般公募で決定した「カモメの家族」のイラストが公式ロゴマークとされている。

### 不倫疑惑
2020年2月14日、長谷川が女性とレストランで会食し、女性は一旦帰宅した後、長谷川が住むマンションを訪れ、翌朝まで女性が滞在したと、FRIDAYが報じた。また、2月18・20・25日にも、同様に長谷川とその女性と会食し、女性が長谷川のマンションを訪ねたと報じた。
長谷川は既婚者で、妻と子供を札幌に残していた（長谷川は、別居状態が3年7ヶ月続き、離婚調停中だとしている）。長谷川はFRIDAYの取材に対し、相手女性を「とても信頼しているパートナー……パートナーというか友人」と答え、不倫関係にないと主張した。また、「僕の部屋に泊まっているんですか。僕の部屋であることを確認しているんですか。部屋の中に入った証拠があるんだったら、ぜひお示しいただきたい」と述べ、部屋に来ていないと主張した。
また、当時、北海道では新型コロナウイルスが広まっており、長谷川と不和の鈴木宗男は「鈴木直道知事をはじめ、地元の政治家は与野党を問わず、それこそ昼夜の別なく必死に感染拡大への対応を協議している。そんな非常事態にプライベートの時間を優先、ましてや不倫など、政治家とは呼べない。いますぐ議員バッジを外すべきだ」と批判した。

### 公職選挙法違反疑惑
2022年の参院選公示から投開票までの間に、国と取引があった法人から寄付を受けたことが、2023年12月の各支部の政治資金収支報告書で判明した。
公職選挙法は国と契約を結ぶ当事者が国政選挙に関連して寄付することを禁じている。
政治資金収支報告書によると、参院選公示の2022年6月22日から投開票の7月10日にかけて、長谷川の支部が1社から5000円、自見英子の支部が1社から60万円、大家敏志の支部が1社から1万円の寄付を受けた。いずれの法人も期間中、国と取引があった。

### 飛行機でCAへの横柄な態度
2023年5月、吉幾三がYouTubeの動画で、「搭乗した飛行機の中で横柄な態度の国会議員がいた」と明かし、「言葉の使い方が乱暴だった」と述べた。この時は国会議員の実名を伏せ、「飛行機会社も（議員と一般客で）待遇が違う。みんな同じお客さんだ。改めてほしい」と国会議員を特別視する対応も批判した。
2024年2月、FLASHの取材に、吉は「飛行機に同乗していた、自民党の政治家がヤクザみたいにふんぞり返ってCAさんたちに偉そうにしてたんだよ」、「北海道のH議員だよ。誰なのかバレてもいいよ、本当だから」と議員名をイニシャルで紹介した。
2024年3月19日の動画で、吉は動画を視聴した現役の客室乗務員から匿名で届いた手紙を紹介。手紙には「『態度が横柄な政治家』は、長谷川岳さんでしょうか」と綴られ、国会議員が長谷川であることが明かされた。また、手紙の中で、長谷川が搭乗する際、航空会社から「枕を2つ用意する」、「到着が遅れる場合は早めに知らせる」等の注意点が細かく提示され、長谷川から「非常に高圧的な言い方をされる」、「鬼の首を取ったような言い方でクレームをされる」と書かれていた。
長谷川は3月21日、「航空政策および飛行機の遅延についての考え方」と題するブログを投稿し、機内で発言する際、航空会社が「正確な情報を伝えているか」、「不都合な情報をしっかりと開示しているか」、「正しい見立てを立てた情報発信となっているか」の3つの原則に従うと紹介し、自身の経験と共に説明した。長谷川の事務所は、産経新聞の取材に対し、吉の動画への見解は「ブログに書いてある」と答えたが、ブログには動画への言及はなかった。

### 札幌市職員に対するパワハラ報道および地方公務員法違反強要疑惑
北海道札幌市のGX（グリーントランスフォーメーション）担当部署で、長谷川個人への対応が続き、職員らの残業時間が「過労死ライン」を超える月100時間超に至ったことを、2024年3月26日、週刊文春が報じた。
長谷川はイニシャルを取って『HG』という隠語で呼ばれ、札幌市職員はこの「HG対応」に朝から追われたとした。特に長谷川が関心を寄せるGXの担当部署には、GX事業関連の記事を集めさせるなど、職員へ様々な要求を行うと現役の職員が週刊文春に語った。また、長谷川は札幌市職員へ打ち合わせなどの度、東京の議員会館の事務所へ直接来て、説明することを要求していると文春は報じた。
同年3月29日、文春記者が長谷川を直撃すると、「これだけはちょっと申し上げとくんですが、私はいつもウェブでね、会議をやれるものはウェブでやってくださいねと。必ず、明確に言っているのは、ウェブでできることはウェブでやりましょうと。これは間違いありません」と長谷川は述べた。
一方、実際に長谷川への対応にあたる職員は、「そんなことは全くありません。オンライン会議にしたい場合は、東京に行けない理由を説明しなくてはならない。長谷川氏へ15分説明するためだけに、出張することもあります」と文春に語った。札幌市幹部職員が長谷川との面会で上京した際、わずか1分で面会を打ち切られたこともあった。また、GX推進部門の『プロジェクト担当部』が長谷川同席のもと開催した会議は、2023年6月以降37回あり、そのうち、札幌市職員の出張を伴って開催された会議は計26回あった。職員はわずか10ヵ月間で26回も長谷川との打ち合わせで東京へ出向いたことになる。
長谷川は国会議員の1人に過ぎず、札幌市職員へそうした要求を行う立場にはないと考えられ、元総務官僚で政策コンサルタントの室伏謙一も「国会議員のために自治体職員が資料を作る、ということはままありますが、職員たちは地方公務員法第36条により本来の職務に専念する義務があると定められています。度を越した量の資料を長谷川のために作成しているとなると、職員たちは長谷川氏に多くの時間を割くことで、地方公務員法違反とみなされる恐れがある。長谷川氏は違法状態を強いていると言えるでしょう」と述べた。
上記報道を巡り、北海道の鈴木直道知事は2024年3月28日の定例記者会見で、公開された音声を確認し「適切とは言えない発言があった」と苦言を呈した。
長谷川は同日付のブログで「不徳の致すところ。表現方法が時代にそぐわないものであることを痛感いたしました」と投稿した。
鈴木知事は同日、電話で「適切に対応すべきだ」と長谷川に伝え、謝罪を受けたとした。一方、道庁職員へのパワハラについて「私は報告を受けていない」とした。
2024年度の国の予算成立時、長谷川に部長職からお礼のメールを送るよう、道が全庁へ一斉に依頼していたことが判明し、同年4月5日、鈴木知事は適切ではなかったと述べた。
道によると、計画推進課から2024年3月7日に、国の新年度予算成立時に「部長職から長谷川参議へお礼連絡を頂きたい」と、更には予算成立前日の3月27日には「速やかに連絡を願う」というメールを全庁一斉に送っていた。
道が幹部職員に聞き取り調査を実施し、鈴木知事は、「メールで全庁一斉にお礼メールを指示するということは適切ではないと考えている。今後こういった対応については改めていただきたいと思っているし、そのように指示した」「威圧的に受け止めた職員が複数おり、長谷川参院議員に改めるように申し入れた」と明らかにした。また、長谷川の態度が威圧的と受け止めた職員が複数確認され、それが「今回の対応につながった可能性がある」と鈴木知事は話した。尚、道は全庁一斉メールでお礼を送るよう求めた国会議員は長谷川議員だけだったとしている。
長谷川は同月6日、札幌市内で報道陣の取材で「表現方法に関して本当に無自覚だったと心から反省している。時代に合わない言動は最優先で変えていく」と述べた。パワハラに該当するかは明言を避け、議員辞職は否定した。
同月8日、長谷川への政策説明のため、道の幹部4人が東京に昨年1年間に60回以上出張し、その費用が約550万円に上ったことが報じられた。
道幹部4人が長谷川のみに会うための出張は15回、出張費は約110万円だった。会議に出席するよう言われて行っても、本人不在のケースや、前日の夕方に「明日の午前９時に来るように」など急な指示もあったという。
同月14日、北海道放送は長谷川と札幌市との会合の音声データを公開した。会合での長谷川の発言は以下の通り。
- 「今日は水素担当は来てるの？なんで、帰らせてるの？一緒じゃん、ＧＸに関連する分野の人を全員集めてって言ったでしょ！」「身内を大事にしない人間が、何で“チームさっぽろ”ができるんだよ！なんで、気がつかない！」

- 「どうして、メッセージとかさ、そこの札幌市の連中！〇〇（個人名）とかさ！みんな、あなたもそうじゃん！」「みんな仕事するけど、そういうところ、一番大事にしなきゃいけないところを無視じゃん！信じられない！」「おまえ、一番仲間で、一番大事にしないといけないところ、大事にしてない！」

- 「この（新聞の）記事出た瞬間に、僕なら『これは、金融機関だったら怒るよね』と思うから、火消しに入るかと思いきや、誰も何も言わない」「それも何でですかって、こんなんは、別にそう大した記事じゃありませんって、〇〇（個人名）！狂ってるよ！」「あんたから、ありがとうも、クソも、メールもない！ありがとうもない！結果もない！誰が、おまえは、って感じだよね？」

- 「サービス精神のない人が、サービス精神が必要なところをやっちゃだめです」「サービス精神が必要で、調整が必要でって、調整の得意な人がやってください」

- 「無理なところに無理な人材突っ込んでもダメですよ、もう１回、調整し直して」「札幌市でこれ終わったら、もう１回、会議やってください」「このままでは通用しない、はっきり言います！」

- 「向いてない人を向いた場所で、人は活躍しないといけないので、向いている人を置いてください」「向かない人を置いても、それは、その人の生き方があるし、生きたままの価値観があるから、無理な場所は無理です」

- 「札幌市さんは残して帰りましょう！ここ、札幌市の会議場所にして！」

5月27日、長谷川の行動・言動に対し、自民党北海道支部連合会会長の中村裕之は、長谷川が北海道議会議員に対しても威圧的な対応をとった事案が3件報告されたことを公表。中村は長谷川へ再発防止の申し入れを行うとした。
同月29日、長谷川は参議院地方創生及びデジタル社会の形成等に関する特別委員長を辞任することを表明した。記者会見でパワーハラスメントがあったのではないかとの指摘について、長谷川は「猛省している。法案審議に支障を来すことがあってはならない。深くおわびする」と述べた。

## 政策・主張

### 憲法
- 憲法改正について、2022年のNHKのアンケートで「賛成」と回答[61]。

- 9条改憲について、2022年の毎日新聞社のアンケートで「改正して、自衛隊の存在を明記すべきだ」と回答[62]。9条への自衛隊の明記について、2022年のNHKのアンケートで「賛成」と回答[61]。

- 憲法を改正し緊急事態条項を設けることについて、2022年のNHKのアンケートで「賛成」と回答[61]。

### 外交・安全保障
- 敵基地攻撃能力を持つことについて、2022年のNHKのアンケートで「どちらかと言えば賛成」と回答[61]。

- ロシアは2022年2月24日、ウクライナへの全面的な軍事侵攻を開始した[63]。日本政府が行ったロシアに対する制裁措置についてどう考えるかとの問いに対し、2022年のNHKのアンケートで「適切だ」と回答[61]。

- 2022年6月7日、政府は経済財政運営の指針「骨太方針」を閣議決定した。NATO加盟国が国防費の目標としている「GDP比2％以上」が例示され、防衛力を5年以内に抜本的に強化する方針が明記された[64]。「防衛費を今後どうしていくべきだと考えるか」との問いに対し、2022年のNHKのアンケートで「ある程度増やすべき」と回答[61]。

- 徴用工訴訟問題や慰安婦問題などをめぐり日韓の対立が続くなか、関係改善についてどう考えるかとの問いに対し、2022年の毎日新聞社のアンケートで「韓国政府がより譲歩すべきだ」と回答[62]。
- 非核三原則について、2022年のNHKのアンケートで「維持すべき」と回答[61]。

### ジェンダー
- 選択的夫婦別姓制度の導入について、2022年の日本テレビのアンケートで「どちらとも言えない」と回答[65]。同年のNHKのアンケートで回答しなかった[61]。同年の毎日新聞社のアンケートで、選択肢以外の回答をした[62]。

- 同性婚を可能とする法改正について、2022年のNHKのアンケートで回答しなかった[61]。同年の毎日新聞社のアンケートで、選択肢以外の回答をした[62]。

- クオータ制の導入について、2022年のNHKのアンケートで回答しなかった[61]。

### その他
- 「原子力発電への依存度を今後どうするべきか」との問題提起に対し、2022年のNHKのアンケートで回答しなかった[61]。

- 泊原子力発電所の再稼働について、2022年のNHKのアンケートで回答しなかった[61]。
- 一票の格差を是正するために導入された「合区」について2022年のNHKのアンケートで「解消すべき」と回答[61]。

- 選挙のインターネット投票について、2022年の日本テレビのアンケートで「やや賛成」と回答[65]。

## 所属団体・議員連盟
- 自民党たばこ議員連盟[66]
- 自由民主党たばこ特別委員会[66][67]
- 日本会議国会議員懇談会[68]
- 原発ゼロの会（世話人）
- TPP交渉における国益を守り抜く会

## 支援団体
- 全国たばこ販売政治連盟（組織推薦候補者）[69]

## 主な受賞歴
- 第9回日本イベント大賞新テーマ賞（1993年〈平成5年〉）
- 北海道赤レンガフロンティア大賞（1994年〈平成6年〉）
- 第20回サントリー地域文化賞（1998年〈平成10年〉）
- 日本生活文化大賞　生活文化賞（1999年〈平成11年〉）
- 社会起業家賞（2002年〈平成14年〉）
- 地域伝統芸能大賞　地域振興賞（2006年〈平成18年〉）　など

## 著書
- 「YOSAKOIソーラン祭り〜街づくりNPOの経営学」(2002年、岩波アクティブ新書、ISBN 978-4007000294 ) - 政治学者・坪井善明との共著

## 選挙歴
| 当落 | 選挙                     | 執行日         | 年齢 | 選挙区       | 政党       | 得票数     | 得票率 | 定数 | 得票順位 /候補者数 | 政党内比例順位 /政党当選者数 |
| ---- | ------------------------ | -------------- | ---- | ------------ | ---------- | ---------- | ------ | ---- | ------------------ | ---------------------------- |
| 落   | 第41回衆議院議員総選挙   | 1996年10月20日 | 25   | 北海道第1区  | 無所属     | 3万2019票  | 14.32% | 1    | 4/4                | /                            |
| 落   | 第45回衆議院議員総選挙   | 2009年08月30日 | 38   | 北海道第1区  | 自由民主党 | 12万4343票 | 36.85% | 1    | 2/4                | 5/2                          |
| 当   | 第22回参議院議員通常選挙 | 2010年07月11日 | 39   | 北海道選挙区 | 自由民主党 | 94万8267票 | 34.27% | 1    | 1/6                | /                            |
| 当   | 第24回参議院議員通常選挙 | 2016年07月10日 | 45   | 北海道選挙区 | 自由民主党 | 64万8269票 | 25.47% | 3    | 1/10               | /                            |
| 当   | 第26回参議院議員通常選挙 | 2022年07月10日 | 51   | 北海道選挙区 | 自由民主党 | 59万5033票 | 25.45% | 3    | 1/10               | /                            |